# Orusttrafiken
Nettbuss är ett svenskt bussbolag med huvudkontor i Stenungsund. Trafiken bedrivs huvudsakligen i västra Sverige med både bussar i linjetrafik och minibussar/taxi som kör färdtjänst. Orusttrafiken kör färdtjänst på uppdrag av Västtrafik och kommer fr.o.m. 1 februari 2007 också köra färdtjänst på uppdrag av Göteborgs färdtjänst.
Den tidigare verksamheten i Skåne, däribland trådbusstrafiken i Landskrona, såldes år 2004 till Arriva. 